# 瓦圖貝拉群島

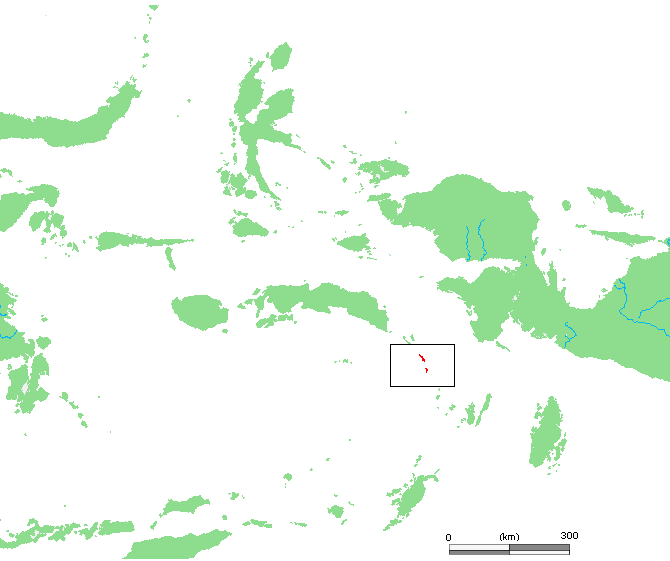

瓦圖貝拉群島是印度尼西亞的群島，屬於摩鹿加群島的一部分，由馬魯古省东斯兰县負責管轄，位於斯蘭島以東，南面是卡伊群島，最大島嶼面積38平方公里。主要岛屿包括卡西维岛（Kasiui）和蒂奥尔岛（Tioor）。

## 外部連結
- Languages of Indonesia (Maluku)

4°35′44″S 131°41′55″E / 4.59556°S 131.69861°E